# Semiothisa parcata
Semiothisa parcata là một loài bướm đêm trong họ Geometridae.